# Barbus nigroluteus
Barbus nigroluteus е вид лъчеперка от семейство Шаранови (Cyprinidae). Видът е застрашен от изчезване.

## Разпространение
Разпространен е в Република Конго.

## Описание
На дължина достигат до 2,6 cm.